# 洛克人X6
《洛克人X6》是電視遊戲洛克人X系列主軸故事的第6作。

## 故事大綱
西格瑪將太空殖民地「歐拉西亞」引下地球並墜落。艾克斯與傑洛一同力戰西格瑪，最後傑洛和西格瑪互相向對方放出致命一擊。大難不死的艾克斯手持好友的Z光束劍，繼續守護地球的和平和幫助進行復興計劃。災難過後，地上的環境變得荒蕪，人類亦轉到地下居住，由雷普利機器人和重工型機器人負責重建工作。
「歐拉西亞」墜落處旁的沙漠上，站著一位穿著白袍的雷普利機器人──凱特，對這太空殖民地的廣大遺跡感到好奇的同時，他發現了一塊與別不同旳碎片，因此決定把它帶回研究所分析。一星期後，凱特在研究所中發現該碎片擁有巨大力量，並開始加以利用。
「歐拉西亞事件」後三個星期，休息中的艾克斯夢見了傑洛並告訴他地球即將有危機出現。此時警報大響，艾克斯被艾莉亞叫醒，到「歐拉西亞」墜落處阻止一部故障的重工型機械。並配戴衝刺性能尚未修復的獵鷹鎧甲、傑洛的遺物－Z光束劍並前往地點。該巨型作業機械被打敗後發生爆炸，說時遲那時快，一個與傑洛極之相似的紫色身影降臨於艾克斯的面前，一劍將那機械的殘骸斬至粉碎，並一言不發地離開現場。艾克斯與艾莉亞不敢相信剛才發生的事，但危機又再次迫近。一名自稱海馬克斯的神秘雷普利機器人緊隨紫色的傑洛到場，艾克斯不滿他重傷傑洛為一夢魘（Nightmare），並且挑起戰鬥。海馬克斯的能力強大，他將艾克斯置之不理，亦叫艾克斯不要插手。
及後不久，凱特的助手艾索克發表公開演講，聲稱「夢魘」現象日益瀕繁，而傑洛的出現是當中的因由，有見及此，凱特將會建立一個脫離「夢魘」的國度，並且派出八位調查員去搜集「夢魘傑洛」的資料。艾克斯對凱特的動機深感懷疑，決定闖進調查區域調查這場陰謀。

## 遊戲系統

洛克人X6 遊戲主畫面

- 夢魘現象

關卡中的環境和路線會因為夢魘病毒的存在而產生改變。
進入亞馬遜地區，使熔岩地區、雷射研究所出現蚊子（受到一定攻擊後離開，或是以蜻蜓武器破壞）。
進入雷射研究所，使北極地區、井波廟產生擁有攻擊判定的人影撞擊玩家（能以貝殼武器消除）。
進入井波廟，使亞馬遜地區、中央博物館，產生巨風，影響跳躍距離。
進入北極地區，使資源再生研究所第二階，某些地段結冰。
進入岩漿地區，使北極地區（開放隱藏路段）、兵器開發所掉落火球。
進入兵器開發所，使亞馬遜地區、井波廟產生周遭黑暗，降低能見度。
進入資源再生研究所，使中央博物館、熔岩地區、兵器開發所產生上下移動鐵塊，被此攻擊擊中，會無法進入取得鎧甲的膠囊內，甚至被其造成傷害（可用金屬鯊的武器消除）。
進入中央博物館，資源再生研究所、雷射研究所產生方塊擋住去路（可用聖甲蟲武器破壞或推動）。
- 求救者救助

八大關卡裏，共分佈了128位身上，某些人質，固定擁有不同的增強角色資料，每關卡16人（人數可於基地介面翻動查看），被夢魘病毒感染後會消失，將不再出現。
- 亞空間

在八大關卡中，放置了一些通往同一區域，但收不到艾莉亞訊息的地段的傳送點（人質、物品、裝備藏匿其中）。
未破八大為前提，頭目依序為夢魘傑洛、海馬克斯、戴納摩（之後都是）。
- 獵人階級

玩家所用角色的獵人階級會依其所得的夢魘靈魂數目增加而提升，影響能夠裝備零件的數目。
- 劇情分岐

有數種模式可使凱特研究所出現，且出現不同劇情。
1.打倒八大頭目。2.以艾克斯或傑洛打倒海馬克斯。3.收集超過3000枚夢魘靈魂，艾莉亞將從中得知幕後主使者的動機。
遊戲的結局也會跟隨玩家所開拓的故事和最後使用的角色而改變。
1.打敗夢魘傑洛，艾克斯破關。2.打敗夢魘傑洛，傑洛破關。3.未打敗夢魘傑洛並破關。
「蹲下」和「吊繩」的動作仍然健在。
裝甲配備採用「程式制」：玩家需要將一套裝甲的四件配件集齊才能使用。
原因和前作類似，萊特博士認為夢魘病毒對裝甲部件的直接傳送有很大的風險，只好仍以程式組件來交給艾克斯或傑洛。

## 夢魘現象
由凱特在「歐拉西亞」遺跡發現的「傑洛DNA」殘骸，並研發製造的混亂病毒（可能與傑洛病毒有相似關係），並共分為以下幾種：
夢魘病毒（ナイトメアウイルス， ）
夢魘現象的元兇，在「歐拉西亞事件」後三個星期突然浮現，引起恐慌。可操控思考型或重工型機械人，使他們失控、改變天氣、製造金屬巨塊、石塊、引起火山爆發、將熔岩染色變的不穩定、使部份地區停電等。
夢魘昆蟲（ナイトメア・インセクト）
螳螂型夢魘，不會移動，只會出現在特定的位置出現，被擊殺後會復活，會使用手中宛如迴力鏢的鐮刀追蹤目標，甚至可以將胸前的開口打開釋放出小型螳螂型夢魘。使用特定武器可以完全消滅牠，使牠無法復活。
夢魘蚊蟲（ナイトメア・バグ）
蚊型夢魘，通常會慢慢集體出現，干擾、妨礙角色行動，可以使用普通攻擊將其驅離，但一段時間後會再次出現。可使用特定武器完全消滅。
夢魘方塊（ナイトメア・キューブ）
夢魘現象之一。會在特定位置出現的立方體型障礙物，一共有四種顏色，棕色、紅色、紫色、黑色。棕、紅色可使用特定武器消滅，但紅色具有爆炸效果，會使角色受到傷害，而紫、黑色則無法摧毀，使用特定武器只能將其移動位置。
夢魘黑暗（ナイトメア・ダーク）
夢魘現象之一。出現時畫面會呈現漆黑狀，只有些微部分可以看見周遭環境，大幅降低視野的能見度。
夢魘冰錐（ナイトメア・アイス）
夢魘現象之一。會在特定地方出現的大型冰錐，會大量出現並阻饒玩家繼續前進。
夢魘冰霜（ナイトメア・フリーズ）
夢魘現象之一。會在特定區域的地面覆蓋的冰層，使地面變的光滑。可使用特定武器銷毀。
夢魘火球（ナイトメア・ファイア）
夢魘現象之一。從空中降落帶有灼熱岩漿的岩石。
夢魘岩漿（ナイトメア・マグマ）
夢魘現象之一。當夢魘金屬蛇出現時，夢魘岩漿將會出現，岩漿顏色呈紫色。凡是碰到岩漿會立即死亡。
夢魘暴風（ナイトメア・ウインド）
夢魘現象之一。隨伴著風向帶有些微雨水的強風。
夢魘鐵塊（ナイトメア・アイアン）
夢魘現象之一。出現在特定區域的方形金屬鐵塊，會上下移動，不甚靠近可能會被鐵塊壓傷，有些則會封鎖前進的道路。可使用特定武器銷毀。
夢魘鏡像分身（ナイトメア・ミラー）
夢魘現象之一。會以「艾克斯」、「傑洛」的輪廓出現的幻影，會以任何方向突然出現並朝著角色衝撞。可使用特定武器銷毀。
夢魘壓擊機（ナイトメア・プレス）
夢魘現象之一。原本應該停止運作的廢鐵壓擊機與皮帶輸送機，受到夢魘現象影響重新啟動運作。
夢魘隨機傳送光柱（ナイトメア・ランダム）
夢魘現象之一。外表下類似一道透明柱狀藍光，觸碰到後，將會隨機傳送玩家至另一張地圖，在某些情況下，地形也會隨機變動，此外空間內會出現無數岩石攻擊玩家。
夢魘酸雨（ナイトメア・レイン）
夢魘現象製造機之一。被夢魘酸雨淋到將會造成一些小損傷，只要找到酸雨的製造機摧毀後將會停止，但酸雨製造機由防護罩組成，一般攻擊將無法破壞，必須在路上找到它的「眼睛機關」並將其摧毀。
夢魘雷射（ナイトメア・レーザー）
夢魘現象製造機之一。為一台雷射設備，會在特定地點出現，不會移動攻擊入侵者，但是如果太靠近雷射的攻擊點也會造成傷害。關卡中一共有兩種類型的雷射設備。
夢魘光之巨人（ナイトメア・イルミナ）
詳見 洛克人X系列角色列表#中級頭目
夢魘金屬蛇（ナイトメア・スネーク）
詳見 洛克人X系列角色列表#中級頭目
夢魘壓力機（ナイトメア・プレッシャー）
詳見 洛克人X系列角色列表#中級頭目
夢魘根源體（ナイトメアマザー）
詳見 洛克人X系列角色列表#其他頭目

## 關於
| 汇总媒体     | 得分 |
| ------------ | ---- |
| GameRankings | 69%  |

| 媒体                    | 得分          |
| ----------------------- | ------------- |
| 电子游戏月刊            | 3.5 out of 10 |
| Game Informer           | 6.5 out of 10 |
| Game Revolution         | C–            |
| GameSpot                | 7 out of 10   |
| GameZone                | 8.5 out of 10 |
| IGN                     | 8 out of 10   |
| 美国PlayStation官方杂志 | 6 out of 10   |

### 故事內情
- 據稻船敬二所說，洛克人X系列原先在X5已結局，然而因為系列的可盈利性，最後還是製作了X6，進而製作了X7及X8 ，間接令本作和之後的故事連接不太穩當。

### 配樂
- 洛克人X6的BGM是第一個也是唯一一個使用電吉他配樂的洛克人系列。

### 評價
- 洛克人X系列遊戲的關卡設定，是可以令玩家在沒有獲得所有隱藏部件（能量最大值增加器的「心」、後備能量儲存器「 E 罐」或裝甲配件等等），甚至沒有任何裝備的情況下，也能夠闖入最後關卡（當然難度比獲得所有部件時高），但在 X6 這集中的某些關卡，尤其是最後關卡「秘密研究所」的一些路段，沒有腳部裝甲作遠途空中衝刺的話，就不能深入前方路段（後來網路上對此BUG有破解，只要在空中不斷切換使用特殊武器即可通過）。這種不良的設計使玩家被困在一關卡中進退兩難，不得不花掉所有生命數目來返回「繼續」選項中離開關卡。

## 結局
在傳送地區的第一戰中，艾克斯成功打敗夢魘傑洛，而真的傑洛亦再次出現於艾克斯的面前。傑洛說自己在生死一戰後匿藏了一會作自我修復，在與艾克斯短時間地重聚後，他再次返回獵人基地迎擊凱特的調查員。
關於傑洛無故再次復活，這點也受廣大粉絲不能理解，因為傑洛本應在X5一集的結局中已過世或不能行走，這才更與洛克人Zero系列講述傑洛的復活有所連貫。然而，以下將述之傑洛的結局，亦有連接至洛克人Zero系列序幕的異曲同工之妙。
8位惡夢現象調查隊隊員被擊敗，使獵人們了解夢魘病毒和凱特有密切的關係，或者，海馬克斯於亞空間的第二戰中戰敗，引起艾索克阻止傑洛的進攻的話，凱特便會向獵人基地作出通訊，與艾克斯和傑洛繼續抗爭，並自信地開放自身的地點，歡迎他倆進入「聖地」──「秘密研究所」。
打敗「秘密研究所」第一關的「夢魘之母」後，艾克斯和傑洛終於與凱特作近距離接觸。艾克斯和傑洛說要阻止凱特的陰謀；艾莉亞反對凱特的做法，並且不希望再作無謂的戰爭；席格那斯辯說人類與思考型機械人各有所缺，兩者皆不能獨自存活；凱特則堅持「夢魘」才可以為思考型機械人帶來一完美的國度，拿出那塊在沙漠中的碎片，並說出其真正面目──含有傑洛DNA的碎片！海馬克斯和夢魘病毒的出處！
兩位獵人立即繼續闖入「秘密研究所」以停止凱特再使用這危險的物件，而強化改良後的海馬克斯再一次被打敗後，凱特現身進行「最後的測試」，變身成金色盔甲的戰鬥形態。儘管是動用了傑洛的DNA，凱特也遭打敗，但他仍然留有後者──復活不完全的西格瑪。尚未完全復活的西格瑪視凱特為障礙，向他發出一炮重擊。兩人走向研究所的最後地帶，再次把諸惡之根源消滅……
- 艾克斯的結局（傑洛回歸）：艾克斯將凱特交給艾莉亞，並對傑洛說不希望再有同類犧牲，艾莉亞亦說會嘗試救回凱特。眾人一同下定決心，繼續地球的復興計劃。

- 艾克斯的結局（傑洛未歸）：艾克斯將凱特交給艾莉亞。兩人在廢墟上突然感到傑洛的存在，傑洛亦背靠著前次大戰留下的殘骸，遠望著艾克斯和艾莉亞，並相信艾克斯能夠一人守護未來。

- 傑洛的結局：傑洛託付一位神秘科學家，同樣以艾克斯的方式，將自己封閉一個世紀作全面檢查，以免自己隱藏的過去再為世界帶來危機...傑洛卻問下次何時醒來，而神秘科學家說：「假設沒有意外的話，約為102年後8月15日左右。」....

## 主題曲

### 開場
- Moon Light

森久保祥太郎主唱
- The Answer

森久保祥太郎主唱

### 尾場
- I.D.E.A. ～我每天都作夢～（I.D.E.A.　～僕は毎日、夢を見る～）

RoST（石川英郎、笠原留美、三木真一郎）主唱

## 外部連結
- （日語）洛克人X6公式網頁